# Lascano
Lascano est une ville et une municipalité de l'Uruguay située dans le département de Rocha. Sa population est de 6 994 habitants.

## Histoire
La ville a été fondée en 1876 par Francisco Fernández.

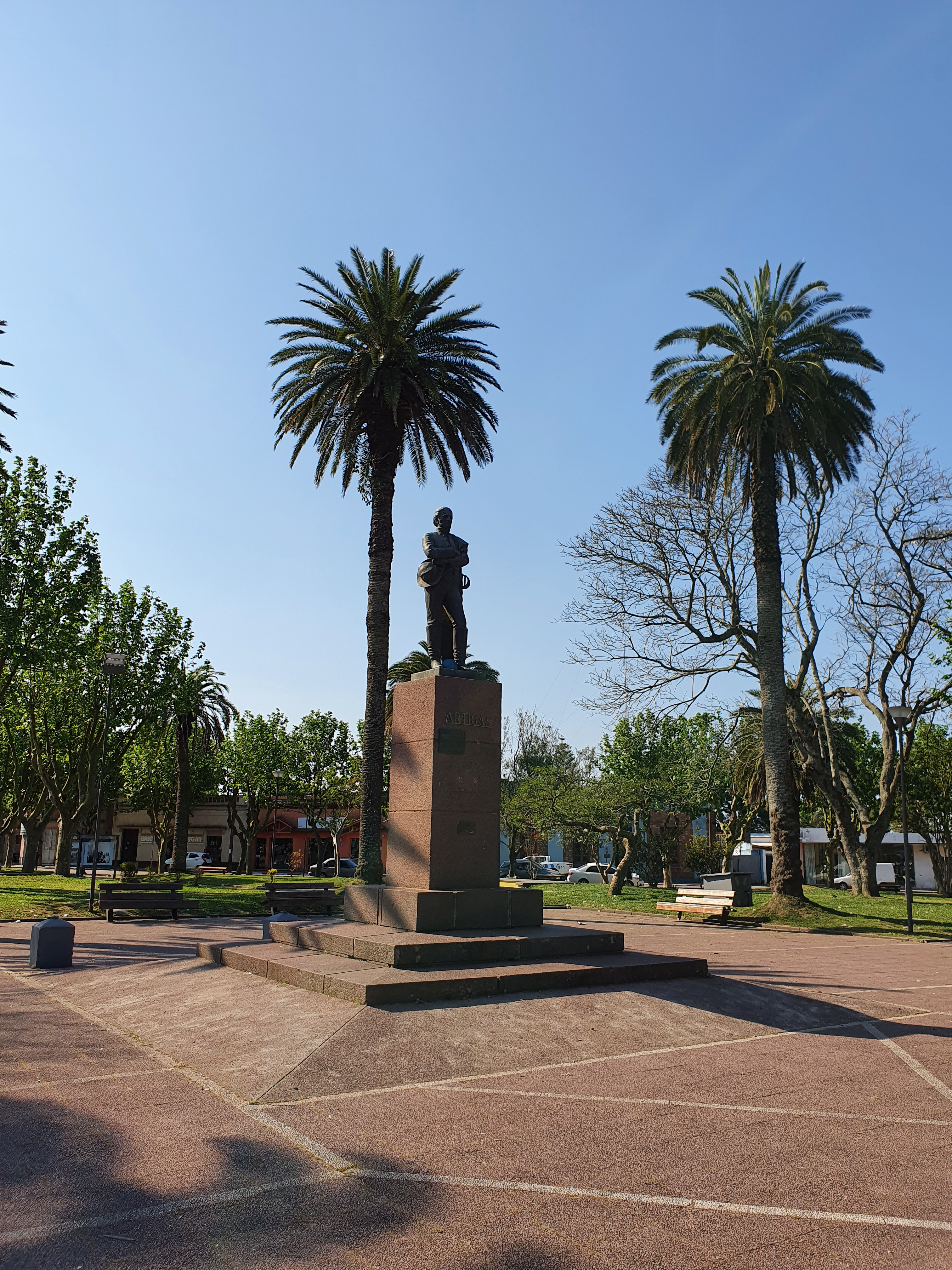
Monument à Artigas sur la place principale de Lascano, Rocha, Uruguay

## Population
| Année | Population |
| ----- | ---------- |
| 1963  | 5 309      |
| 1975  | 6 026      |
| 1985  | 7 152      |
| 1996  | 7 134      |
| 2004  | 6 994      |

,

## Gouvernement
Le maire (alcalde) de la ville est Ricardo Rodríguez Dutra.